# 少花虾脊兰
少花虾脊兰（学名：Calanthe delavayi）为兰科虾脊兰属下的一个种。

## 扩展阅读
- 維基物種上的相關：少花虾脊兰